# Tipula kozlovi
Tipula kozlovi är en tvåvingeart som beskrevs av Evgenyi Nikolayevich Savchenko 1960. Tipula kozlovi ingår i släktet Tipula och familjen storharkrankar. Inga underarter finns listade i Catalogue of Life.